# Au théâtre ce soir
Au théâtre ce soir (Heute abend im Theater) ist eine französische Fernsehreihe, in der vom 9. Juli 1966 bis zum 22. Februar 1986 abwechselnd zwischen dem ersten und dem zweiten Kanal des ORTF und dann auf TF1 ausgestrahlt wurde. Das Programm besteht aus der Ausstrahlung aufgezeichneter Theaterstücke im Fernsehen („Teletheater“).
Die Stücke wurden über zwei oder drei Tage während öffentlicher Aufführungen in den Pariser Theatern Théatre Marigny und Théatre Édouard VII und im Théâtre des Champs-Élysées aufgezeichnet. Dabei sind in den Theater-Aufzeichnungen bekannte Schauspieler zu erleben: Pierre Arditi, Sabine Azéma, Gérard Barray, Richard Berry, Jean Carmet, Darry Cowl, Michel Duchaussoy, Henri Guybet, Claude Jade, Robert Lamoureux, Francis Perrin, Jean Poiret, Jean-François Poron, Madeleine Robinson, Michel Serrault, Rosy Varte.

## Geschichte
Die Reihe entstand nach einem Streik im ORTF. Die Programmdirektoren baten das RTB, ein Stück aufzunehmen, La Bonne Planque von Michel André, in dem Bourvil die Hauptrolle spielte. Dieses erste Stück ist das einzige, das im Théâtre du Vaudeville in Brüssel anstelle des Marigny- oder Édouard-VII-Theaters in Paris aufgenommen wurde.
Die Ausstrahlung dieses Stücks war ein großer Erfolg, und ganze Postsäcke mit Briefen von Zuschauern erreichten das Fernsehen. Angesichts der Begeisterung der Öffentlichkeit für das Theater im Fernsehen schuf Pierre Sabbagh die Sendung Au théâtre ce soir, die am 9. Juli 1966 startete. Es wurden 411 Stücke.
Jean-Jacques Bricaire, Administrator des Marigny-Theaters, wählte die Stücke und die Schauspieler aus und organisierte die Proben.

## Bekannte Schauspieler und Schauspielerinnen in der Reihe (Auswahl)
- Bernard Alane
- Christian Alers
- Pierre Arditi
- Sabine Azéma
- Jean Barney
- Gérard Barray
- Richard Berry
- Francis Blanche
- Évelyne Bouix
- Nicole Calfan
- Jean Carmet
- Daniel Ceccaldi
- Georges Chamarat
- Darry Cowl
- Jean-Pierre Darras
- Lise Delamare
- Suzy Delair
- Jean Desailly
- Georges Descrières
- Michel Duchaussoy
- Jacques Dynam
- André Falcon
- Geneviève Fontanel
- Jacques François
- Jean-François Garreaud
- Claude Gensac
- Raymond Gérôme
- Denise Grey
- Julien Guiomar
- Henri Guisol
- Henri Guybet
- Gérard Hernandez
- Robert Hirsch
- Claude Jade
- Jacques Jouanneau
- Robert Lamoureux
- Corinne Le Poulain
- Jean Le Poulain
- Jean Lefebvre
- Jacqueline Maillan
- Christian Marin
- Jacques Marin
- Claire Maurier
- Marthe Mercadier
- Jean Meyer
- Michel Modo
- Philippe Nicaud
- Philippe Ogouz
- Maria Pacôme
- Dominique Paturel
- Francis Perrin
- Elvire Popesco
- Jean Poiret
- Jean-François Poron
- Patrick Préjean
- Daniel Prévost
- Jean Richard
- Maurice Risch
- Bernadette Robert
- Madeleine Robinson
- Louis Seigner
- Michel Serrault
- Alexandre Sterling
- Guy Tréjan
- Roger Van Hool
- Rosy Varte
- Henri Virlogeux
- Bernard Woringer